# سولا (تیو)
سولا شهری در شهرستان تیو در استان بولکیمده در بورکینافاسوی غربی مرکزی است جمعیت آن ۲۹۵۳ نفر است.